# Zámrsk
Zámrsk település Csehországban, az Ústí nad Orlicí-i járásban. Zámrsk Dobříkov, Slatina, Vraclav, Vysoké Mýto, Týnišťko és Radhošť településekkel határos. Lakosainak száma 757 fő (2024. január 1.).

## Népesség
A település lakosságának változását az alábbi diagram mutatja:
| Lakosok száma | 1076 | 860  | 957  | 920  | 704  | 724  | 731  | 730  | 717  | 757  |
|               | 1869 | 1900 | 1921 | 1961 | 1980 | 2011 | 2016 | 2019 | 2021 | 2024 |